# L'isola (film 2000)
L'isola (hangŭl: 섬; latinizzazione riveduta della lingua coreana: Seom) è un film del 2000 diretto da Kim Ki-duk.

## Trama
In un lago vi è una sorta di villaggio turistico organizzato in casette galleggianti di diversi colori dove la gente passa il tempo pescando e riposando. Essa è gestita da Hee-jin, una ragazza bella e silenziosa che affitta le casette, le pulisce, fornisce le attrezzature ai pescatori e li assiste con cibo, batterie per la luce e con la sua barca funge da traghettatrice sia degli alloggiati, sia per le persone che vengono a far loro visita, generalmente prostitute. Uno dei suoi clienti è un uomo in fuga dopo l'omicidio di una coppia. L'uomo medita il suicidio, e arriva quasi a compierlo quando la polizia arriva sulle sue tracce, ma Hee-jin lo salva; tra i due si instaura un rapporto di attrazione ma a tratti violento, fino a quando una prostituta che conosce l'uomo lo va a trovare e inizia a mostrare dell'interesse affettivo.

## Distribuzione
Il film è stato distribuito in patria a partire dal 22 aprile 2000.

## Riconoscimenti
- Festival internazionale del cinema fantastico di Bruxelles 2000: Corvo d'oro al miglior film